# Hydropsyche decalda
Hydropsyche decalda är en nattsländeart som beskrevs av Ross 1947. Hydropsyche decalda ingår i släktet Hydropsyche och familjen ryssjenattsländor. Inga underarter finns listade i Catalogue of Life.